# Йорданське нагір'я
Йорданське нагір'я (араб. المرتفعات الأردنية) — гірський хребет в Йорданії. Він простягається з півночі на південь через західну частину країни, між Йорданською рифтовою долиною на заході та пустельними плато на сході. Тут проживає більшість населення Йорданії та розташовані її найбільші міста.

## Географія
Йорданське нагір'я простягається приблизно на 300 км з півночі на південь. З півночі воно обмежене глибоко врізаною долиною річки Ярмук, через яку проходить частина кордону між Йорданією та Сирією. На південь нагір'я простягається до кордону з Саудівською Аравією. На сході нагір'я поступово переходить у височини, які мають вигляд ряду пагорбів. На заході нагір'я різко знижується на 1000 м або більше до Йорданської рифтової долини, де протікає річка Йордан та лежить Мертве море, солоне озеро, поверхня якого розташована нижче рівня моря.
На півночі Йорданського нагір'я його вершини досягають висоти 1200 м, а на півдні нагір'я розташована гора Джебель-Мубарак висотою понад 1700 м. Зі сходу на захід нагір'я перетинають кілька ваді (каньйонів), утворених постійними або періодичними потоками води. Північні ваді впадають у річку Йордан, яка тече на південь і впадає у Мертве море. Південні ваді впадають у Ваді-ель-Арабу, яка тече на північ і також впадає у Мертве море.
Нагір'я ділиться на три основні частини. Північна частина, відома як Савад аль-Урдунн, або "Орна земля Йордану", лежить між річкою Ярмук на півночі та річкою Зарка на півдні. Обидві річки є притоками Йордану. Тут розташоване місто Ірбід, друге за розміром місто Йорданії, та місто Аджлун.
Центральна частина, або Балкські висоти, простягається від річки Зарка на південь до Ваді-ель-Муджиба. який впадає у Мертве море. Тут розташований Амман, столиця Йорданії та найбільше місто Йорданського нагір'я, а також міста Ес-Салт та Мадаба.
Південна частина називається Білад-аш-Шарат або Джабаль-аш-Шарат. Найбільшим містом тут є Ель-Карак, розташований біля південного краю Мертвого моря. На західних схилах нагір'я, навпроти Ваді-ель-Араби, розташоване стародавнє місто Петра.

## Геологія
Нагір'я утворилося в результаті відносно нещодавніх (неоген-четвертинних) тектонічних подій, коли північно-західний край Аравійської плити піднявся, рухаючись на північ за годинниковою стрілкою.

## Клімат
Клімат нагір'я змінюється з півночі на південь та з висотою. На півночі і заході, а також на великих висотах переважає середземноморський клімат з м'якою дощовою зимою і спекотним сухим літом. На сході та півдні, а також у низинах переважає пустельний клімат. Сезон дощів триває з жовтня по травень, а більшість опадів випадає з листопада по березень. Середньорічна кількість опадів коливається від 600 мм на півночі нагір'я до 50 мм на крайньому півдні нагір'я та на пустельних плато на схід від нього.

## Екологія

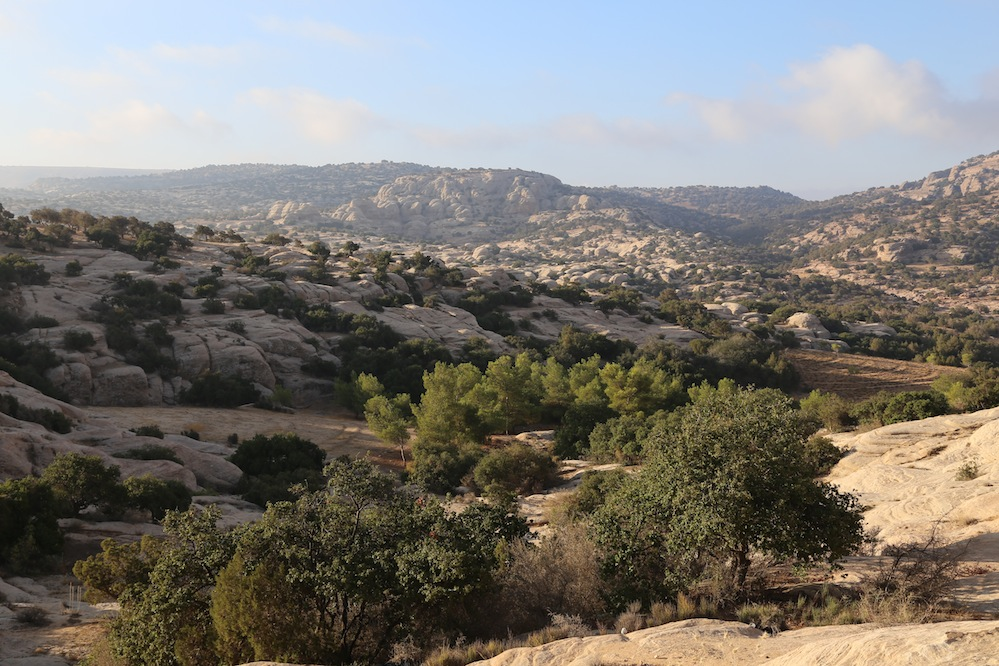
Ландшафт біосферного заповідника Дана

Західні схили та найвищі висоти нагір'я характеризуються напівпосушливим кліматом із середньорічною кількістю опадів понад 350 мм. Природний рослинний покрив тут був представлений середземноморськими лісами, рідколіссями та чагарниками, які на північному заході зустрічалися на висоті понад 700 м над рівнем моря, а на південному заході — на висоті від 900 до 1700 м над рівнем моря. Основу лісів на півночі нагір'я складали алепські сосни (Pinus halepensis), вічнозелені дуби (Quercus coccifera, Quercus infectoria і Quercus ithaburensis) та червоні суничники (Arbutus andrachne). На півдні нагір'я в лісах переважали кермесові дуби (Quercus coccifera), вічнозелені кипариси (Cupressus sempervirens) та туполисті фісташки (Pistacia atlantica). На вапнякових ґрунтах в південній частині Йорданського нагір'я росли дубові ліси, а на пісковику — ялівцеві рідколісся. У перехідній зоні між рідколіссями та низинними степами у південній частині регіону росли чагарники плодового глоду (Crataegus azarolus), дикий мигдаль (Prunus amygdalus), фісташки та рідколісся зонтичних акацій (Vachellia tortilis). Площа лісів та рідколісь скоротилася, а самі ліси деградували внаслідок століть вирубки та перевипасу худоби.
На східних схилах гір, на висоті від 600 до 800 м над рівнем моря, де середньорічна кількість опадів становить 200-350 мм, розташована напівпосушлива степова зона. У більш посушливій південній частині нагір'я степова зона простягається на висоту до 1100-1200 м над рівнем моря. Більш вузька степова зона розташована також і на західних схилах Йорданського нагір'я, між поясом середземноморських лісів та пустелями Йорданської долини. В степах нагір'я переважають невисокі чагарники, такі як білий полин (Artemisia herba-alba) і трави.
В Йорданській рифтовій долині, на півдні Йорданського нагір'я та на східних плато, де середньорічна кількість опадів становить 200 мм або менше, поширена пустельна рослинність.